# Ångfartygs AB Hjo–Hästholmen

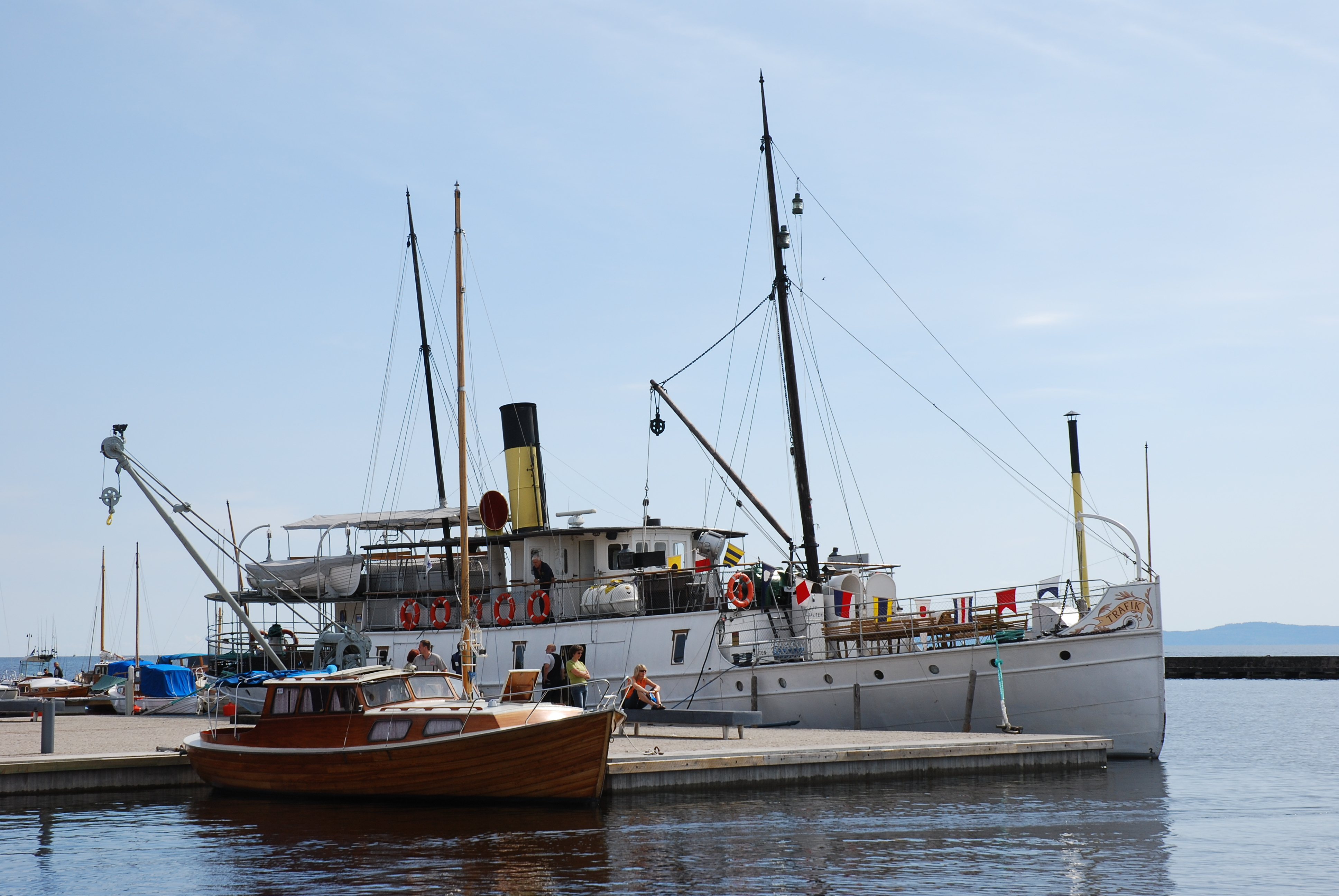
S/S Trafik i hemmahamnen Hjo hamn

Ångfartygs AB Hjo–Hästholmen var ett rederi med säte i Hjo, som drev frakt- och passagerartrafik på Vättern med S/S Trafik.
Bolaget grundades 1891 av intressenter i Hjo, med i bakgrunden stöd av Hjo–Stenstorps Järnväg, Wadstena–Fogelsta Järnväg och från 1910 Mjölby–Hästholmens Järnväg. En av bolagets tyngre intressenter var Helmer Sjöstedt, som var affärsman och lokalpolitiker i Hjo. Vid denna tid pågick fortfarande godstrafiken på Göta kanal mellan vätterhamnarna och Göteborg och Stockholm, men det nya rederiet var i första hand ämnat för lokal trafik mellan Hjo och de båda hamnarna i Östergötland: Hästholmen och Vadstena, framför allt Hästholmen. Hjo hade järnvägsförbindelse västerut via Stenstorp med Hjo–Stenstorps Järnväg sedan 1873 och Hästholmen hade järnvägsförbindelse dels med Ödeshög och Mjölby, dels med Vadstena. Vid denna tid och fram till början av 1930-talet bedrevs också sommartid badortsverksamhet vid Hjo Vattenkuranstalt, senare Hjo Badanstalt, vilket också genererade passagerartrafik över Vättern.
Några år dessförinnan hade försök påbörjats med regelbunden trafik mellan Hjo med Hästholmen. Åren 1875–1881 trafikerade Hjo–Stenstorps Järnväg rutten med Göta Kanalfartyget Götheborg, omdöpt till Hjo. I december 1888 gjordes ett nytt försök i samarbete med Fågelsta–Vadstena–Ödeshögs Järnväg och Nya Ångbåtsbolaget Mälaren i Stockholm att trafikera denna rutt, denna gång med ångaren S/S Hållsviken II, som omdöptes till Trafik. Det behövdes dock ett fartyg med större lastkapacitet och bättre isbrytningsförmåga, varför det nya bolaget Ångbåts AB Hjo–Hästholmen bildades och gjorde en beställning i mars 1892 hos Bergsunds Mekaniska Verkstad i Stockholm på ett större och specialanpassat fartyg. Detta byggdes på rekordtid och sattes i trafik i november samma år, varvid det övertog föregångarens namn.
Ångfartygs AB Hjo–Hästholmen gick i konkurs 1933. Ångaren Trafik övertogs därefter av det av Hjo stad ägda Hjo Rederi AB. Detta rederi bedrev trafik fram till 1959, efter hand i allt mindre omfattning, mot slutet endast turisttrafik sommartid.